# FTI Touristik
FTI Touristik GmbH eller FTI Group er et tysk rejsebureau. Fra hovedkvarteret i München driver de 90 datterselskaber og har 11.000 medarbejdere. Datterselskaberne markedsføres ofte under FTI-brandet. I regnskabsåret 2018/19 havde de 8 mio. kunder.
Virksomheden blev etableret i 1983 som Frosch Touristik GmbH (senere FTI), et rejsebureau der arrangerede rejser til Middelhavsområdet. Den 3. juni 2024 ansøgte virksomheden om konkurs.